# Ipomoea tiliacea
Espèce
Statut de conservation UICN

 LC  : Préoccupation mineure
Ipomoea tiliacea est une espèce de plantes dicotylédones de la famille des Convolvulaceae, originaire du  continent américain. C'est l'une des 13 espèces sauvages classées dans la série Batatas (Ipomoea subg. Eriospermum sect. Eriospermum). Cette espèce tétraploïde (2n=4x=60) est un parent sauvage de la patate douce (Ipomoea batatas).

## Taxonomie

### Synonymes
Selon The Plant List (1 octobre 2019) : 
- Convolvulus fastigatus Roxb.
- Convolvulus tiliaceus Willd.
- Ipomoea fastigiata (Roxb.) Sweet

### Liste des variétés
Selon Catalogue of Life (1 octobre 2019) :
- Ipomoea tiliacea var. merremioides
- Ipomoea tiliacea var. smithii